# Стріла Зенона
 «Стріла Зенона» — одна з апорій Зенона Елейського, яка стверджує логічну неможливість руху, оскільки кожної окремої миті рухому стрілу можна розглядати як нерухому.

## Формулювання
Стріла, що летить, нерухома, тому що в кожен момент часу вона займає той самий простір, який дорівнює їй самій. Оскільки розміри стріли незмінні, отже вона перебуває в стані спокою щоразу. Тож вона перебуває в стані спокою в кожний момент часу польоту, і цей стан притаманний їй впродовж всього польоту. Тобто стріла, що летить, завжди перебуває в стані спокою.
Ця апорія спрямована проти уявлення про безперервну величину як про суму нескінченного числа неподільних часток.

## Першоджерела
Арістотель. Фізика, Z 9, 239 b 30:
Третій [аргумент], щойно згаданий, говорить, що стріла, яка летить, стоїть на місці. [Цей висновок] випливає з постулату про те, що час складається з [окремих] «тепер»: без цього допущення умовивід неможливий.
Там само, 239 b 5:
Зенон допускає паралогізми. Якщо будь-яке [тіло], каже він, спочиває там, де воно рухається, щоразу, як займає рівний [собі простір], а що [тіло], яке рухається, завжди [займає рівний собі простір] [кожного моменту] «тепер», то стріла, що летить, є нерухомою. Але це брехня: адже час не складається з неподільних «тепер», так само як і жодна інша величина.
Симплікій. Коментар до «KDSW», 1015, 19 (до 239 b 30):
Стріла, що летить, покоїться в польоті, та все за необхідністю або рухається, або перебуває в спокої, а те, що рухається, завжди займає рівний собі простір. Водночас те, що займає рівний собі простір, не рухається. Отже, вона [стріла] перебуває в спокої.

## Сучасні оцінки
Ця апорія Зенона детально розглядається в головній філософській праці Анрі Бергсона «Творча еволюція». Сучасні уявлення розглядають стрілу в просторі, вводячи швидкісні параметри, й тим самим вирішують софізм. У такому просторі об'єкт, що рухається, не ідентичний нерухомому. Втім, з точки зору сучасної науки, в цій апорії є частка правди (див. Квантовий ефект Зенона).